# Champ pétrolifère de Clair
Pour les articles homonymes, voir Clair.
Le champ pétrolifère de Clair est un champ pétrolifère situé en Mer du Nord à 75 km à l'ouest des Shetlands au Royaume-Uni, dans les eaux territoriales écossaises, à une profondeur allant jusqu'à 140 m. Il s'étend sur 220 km2 et a été découvert en 1977.
La production y a commencé en 2005. Il est détenu par BP (28,6%), ConocoPhillips (24,0%), Chevron (19,4%) et Shell (28%, dont un intérêt de 9,3% obtenu de Hess lors d'un échange en 2009).

## Incidents
Début octobre 2016, une fuite de pétrole provenant d'une plate-forme exploitant le champ est repérée.